# Zeit und Raum 3000
Zeit und Raum 3000 (Originaltitel: Space Pilot 3000) ist die erste Episode der US-amerikanischen Science-Fiction-Zeichentrickserie Futurama. Sie entstand unter der Regie von Rich Moore und Gregg Vanzo nach einem Drehbuch der Serien-Schöpfer David X. Cohen und Matt Groening. Gastauftritte haben Dick Clark und Leonard Nimoy. Die Episode wurde erstmals am 28. März 1999 vom US-Sender FOX ausgestrahlt. Als vermeintliche Nachfolgeserie zu Groenings Erfolgswerk Die Simpsons lange erwartet, erzielte Futuramas Eröffnungsepisode einen Einschaltquoten-Rekord und wurde in der Presse vielfach besprochen. Ihre deutsche Synchronfassung wurde am 4. September 2000 vom Sender ProSieben gesendet.

## Handlung
Am Silvesterabend 1999 bringt Philip J. Fry, ein vom Leben und seinem Job frustrierter Pizza-Lieferjunge, in New York eine Bestellung in das Unternehmen Applied Cryogenics. Kurz vor Mitternacht fällt er dort in eine Röhre zur kryostatischen Aufbewahrung von Menschen und wird in einen tausendjährigen Schlaf versetzt. Er erwacht am Mittag des 31. Dezembers 2999 in der futuristischen Stadt Neu New York. Leela, eine Zyklopin mit lila Haar, nennt ihm nach einer körperlichen Untersuchung seinen einzigen noch lebenden Verwandten: Professor Hubert J. Farnsworth. Außerdem weist sie ihm einen Beruf zu: Fry soll wieder als Lieferjunge arbeiten. Bevor sie ihm einen Chip implantieren kann, der ihn als Lieferjunge ausweist, nimmt Fry Reißaus.
Beim Versuch, Kontakt mit Professor Farnsworth aufzunehmen, betritt Fry eine Selbstmordzelle, die er für eine Telefonzelle hält. Er überlebt die Prozedur und lernt den Roboter Bender kennen, der sich in derselben Zelle umbringen wollte, weil er ebenfalls unzufrieden mit seinem Job ist. Zusammen fliehen sie vor Leela in ein Museum, in dem die Köpfe von Prominenten am Leben gehalten und ausgestellt werden, dann in den Untergrund der Stadt, wo sich die verfallenen Ruinen des alten New Yorks befinden. Dort werden sie schließlich von Leela gestellt. Deprimiert davon, allein in einer fremden Welt zu sein, gibt Fry auf und ist bereit, sich den Karrierechip einpflanzen zu lassen. Doch stattdessen entfernt Leela ihren eigenen Chip, weil sie wie Fry einsam und unglücklich mit ihrem Beruf ist. Gemeinsam machen die drei Job-Deserteure Professor Farnsworth ausfindig, der sie als Raumschiffmannschaft in seinem Unternehmen Planet Express, einem interplanetaren Lieferdienst, einstellt. Fry freut sich über seinen neuen Beruf: Lieferjunge.

## Produktion

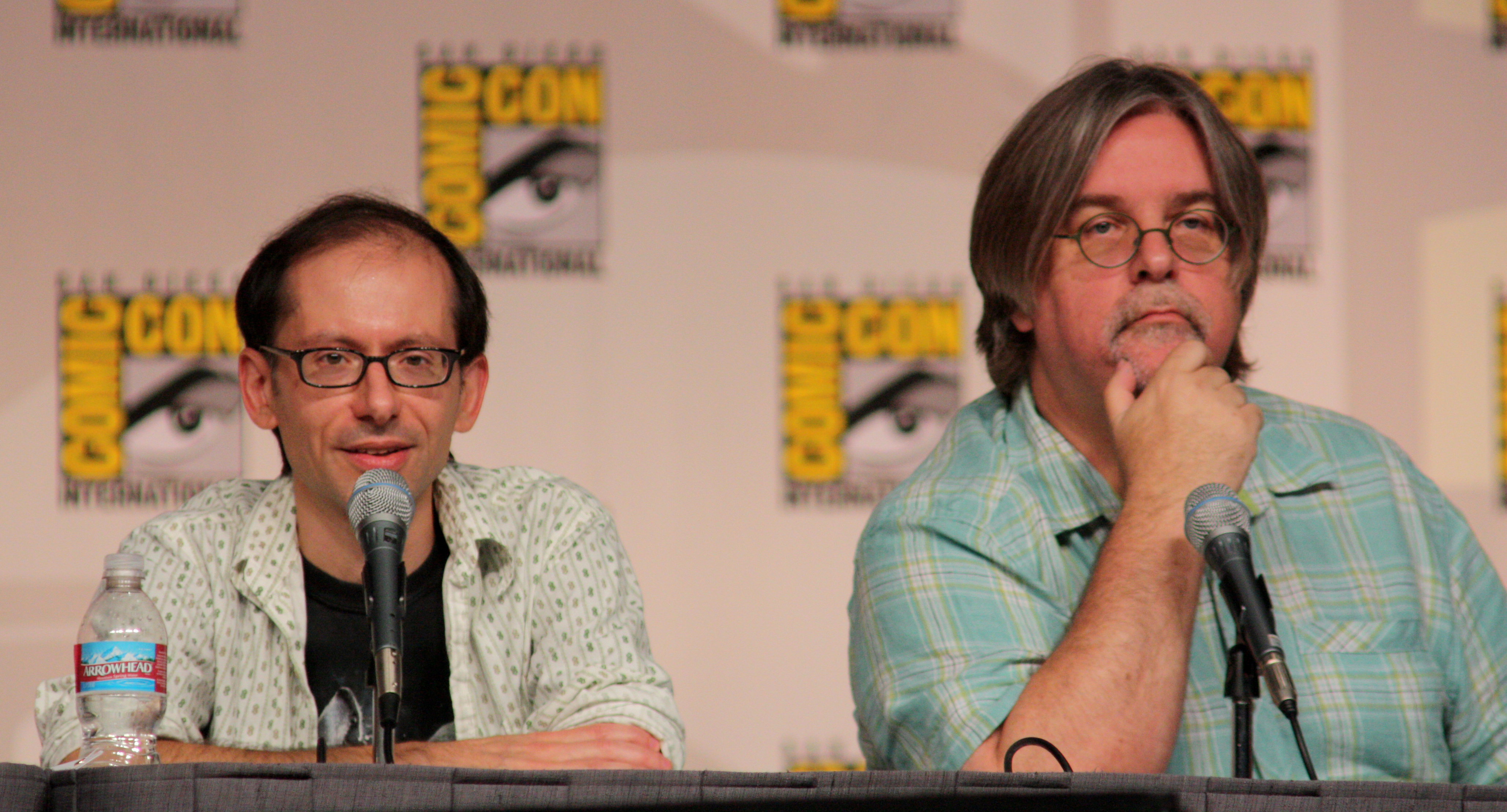
Die Futurama-Erfinder und Drehbuchautoren von Zeit und Raum 3000, David X. Cohen (links) und Matt Groening auf der Comic-Con 2009

Bereits 1990, nach dem einschlagenden Erfolg der Simpsons, hatte FOX deren Schöpfer Matt Groening Verträge für weitere Fernsehserien angeboten. Mit der Entwicklung seiner zweiten Serie ließ sich Groening jedoch rund ein Jahrzehnt Zeit. Die ersten konkreten Ideen zu Futurama hatte er Mitte der 1990er Jahre, fortan sammelte er Material, 1997 gewann er David X. Cohen, den er von den Simpsons kannte, für das Projekt. Im April 1998 stellten sie FOX das Vorhaben vor.
Das Drehbuch zur Pilotfolge Raum und Zeit 3000 wurde von Groening und Cohen verfasst. Dies ist die einzige Episode der ersten fünf Produktionsstaffeln, die von den beiden Erfindern der Serie geschrieben wurde. Anders als Cohen, der innerhalb der ersten Staffeln immer wieder als Drehbuchautor einzelner Episoden fungierte, schrieb Groening erst wieder an der ersten Folge der sechsten Produktionsstaffel mit (vgl. Futurama/Episodenliste).
Regie führten Rich Moore und Gregg Vanzo. Beide waren Groening und Cohen schon durch ihre gemeinsame Arbeit an den Simpsons lange bekannt; an dieser Serie hatten sie seit der ersten Staffel mitgewirkt.
Neben den Sprechern der Hauptcharaktere – Billy West als Philip J. Fry und Professor Farnsworth, Katey Sagal als Turanga Leela und John DiMaggio als Bender – sind Tress MacNeille, David Herman und Kath Soucie in kleineren Rollen zu hören. Alle drei haben im weiteren Verlauf der Serie immer wieder Nebenfiguren ihre Stimmen geliehen und wurden später in die Kernbesetzung der Serie übernommen. Gastauftritte hatten der US-amerikanische Moderator Dick Clark und der als Mr. Spock aus Raumschiff Enterprise bekannte Schauspieler Leonard Nimoy. Beide spielten sich selbst.
Nach der ersten Ausstrahlung wurde eine Textzeile geändert. Frys erstes Ziel bei seiner Flucht durch Neu New York war ursprünglich der JFK, Jr. Airport, eine Anspielung auf den JFK Airport. Nachdem John F. Kennedy jr. allerdings bei einem Flugzeugabsturz ums Leben gekommen war, wurde der Text in Radio City Mutant Hall geändert, eine Anspielung auf die Radio City Music Hall.

## Analyse

### Kulturelle Bezugnahmen
Mit dem Zauberschlafmotiv der Hauptperson wird auf ein seit Rip Van Winkle im englischen Sprachraum sehr bekanntes Handlungsmuster zurückgegriffen. Dieses geht wiederum entweder auf die Kyffhäusersage vom schlafenden Friedrich Barbarossa oder wahrscheinlicher auf die 1800 veröffentlichte Sage vom Ziegenhirten Peter Klaus von Johann Karl Christoph Nachtigal zurück. Von beiden erschienen Kopien 1812 in den USA.
Im DVD-Audiokommentar zu dieser Episode offenbaren die Macher außerdem eine Reihe von Referenzen auf andere Science-Fiction-Werke. Beispielsweise ist die Szene, die zeigt, wie die Zeit vergeht, während Fry tiefgefroren ist, inspiriert von dem Film Die Zeitmaschine, einer Verfilmung von H. G. Wells’ gleichnamigem Roman. Nachdem er wieder erwacht ist, wird Fry von einem Labor-Angestellten begrüßt mit den Worten: „Willkommen in der Welt von morgen“. Das englische Original “Welcome to the world of tomorrow” ist ein Zitat von einem General-Motors-Pavillon der Weltausstellung 1939 in New York, der ebenfalls Futurama hieß und den Besuchern eine Zukunftsvision für das Jahr 1960 vorführte. Als der Anblick einer sich automatisch nach oben öffnenden Schiebetür Fry an die Fernsehserie Raumschiff Enterprise erinnert – „Cool, genau wie in Star …“ –, schließt die Tür zu früh und trifft ihn auf den Kopf. David X. Cohen kommentiert diese Szene mit dem Hinweis, in Futurama solle viel von der Zukunftstechnologie aus Star Trek und Star Wars auftauchen, aber sie solle Fehlfunktionen haben, wie man das von technischen Geräten gewohnt sei.

### Stellung innerhalb der Serie
Futurama erzählt keine episodenübergreifend fortlaufende Geschichte, sondern alle späteren Episoden beginnen im Wesentlichen mit der gleichen Ausgangssituation. Die für einen Pilotfilm typischen Aufgaben, in die Vorgeschichte der Serie einzuführen und die Hauptpersonen vorzustellen, erfüllt Raum und Zeit 3000 nur teilweise. Futurama benötigt zwei weitere Folgen, um die Hinführung zum Serienthema zu komplettieren. Erst in der zweiten Episode werden die weiteren Hauptfiguren – Dr. Zoidberg, Hermes und Amy – eingeführt. Nach der dritten Episode hat Fry eine Wohnung gefunden, und die Ausgangssituation für die nachfolgenden Episoden ist vervollständigt.
Dennoch legt Raum und Zeit 3000 den Grundstein für eine Reihe wichtiger Handlungselemente der Serie. So wird etwa vorgestellt, dass es möglich ist, menschliche Köpfe in einer Art Einmachglas am Leben zu halten. Auf diese Weise werden in die Serie – teils als Parodie, teils in Form von Gastauftritten – immer wieder Prominente aus der Gegenwart des Zuschauers eingeführt.
Darüber hinaus bereitet die erste Folge mit sogenannten „Easter Eggs“ Details späterer Episoden vor. Beispielsweise ist in der Szene, in der Fry in die Kryostasekapsel fällt, kurz ein seltsamer Schatten zu sehen. Erst in der vierten Staffel, in der Episode Philip J. Fry: V.I.P. wird dieser erklärt. Nach Aussage von David X. Cohen war von Anfang an geplant, die Umstände, aufgrund derer Fry ins Jahr 3000 gelangte, in einer späteren Episode als groß angelegte Verschwörung zu entlarven.

## Veröffentlichung und Zuschauerzahlen
Die Episode wurde am 28. März 1999, einem Sonntag, veröffentlicht. Sie lief auf dem US-Sender FOX ab 20:30 Uhr, zwischen den Simpsons und Akte X. Die Premiere von Futurama wurde von über 19 Millionen Zuschauern gesehen, was einem Nielsen Rating von 11.2 und 17 Prozent der erfassten Haushalte entspricht. Sie hatte damit eine höhere Einschaltquote als die Sendungen, die davor und danach liefen. In den neun Jahren, die Die Simpsons mittlerweile im Fernsehen zu sehen waren, war es noch keiner Fernsehserie gelungen, am selben Abend eine höhere Einschaltquote als die Simpsons zu erzielen. Darüber hinaus war die Episode bei Männern im Alter zwischen 18 und 49 und bei Teenagern die Sendung mit der höchsten Einschaltquote der Woche.
Die deutsche Synchronfassung wurde zum ersten Mal am 4. September 2000 auf ProSieben ausgestrahlt. Auf DVD erschien sie als Teil der ersten Produktionsstaffel in den USA (DVD-Region 1) am 25. März 2003, in Mitteleuropa (DVD-Region 2) am 28. Januar 2002.

## Kritiken
Nach dem enormen Erfolg der Simpsons zu Beginn der 1990er Jahre waren Publikum und Kritiker gespannt auf das neue Werk Matt Groenings. Zur Bewertung der Serie gab FOX den Piloten als einzige Folge vorab an Kritiker heraus. Auf dieser Grundlage erschienen einige Ausblicke auf die neue Serie. Beispielsweise schrieb Rob Owen in der Pittsburgh Post-Gazette, die fast zehnjährige Wartezeit auf Futurama habe sich offenbar gelohnt. Zwar sei „noch nicht ganz klar, wie sich die Serie entwickeln wird, aber der Pilot trägt alle Anzeichen eines Gewinners.“ Die Serie habe jedenfalls einen guten Start hingelegt, so Owens Fazit aus der ersten Episode. Für Salon.com prognostizierte Joyce Millman, der „lange erwartete Nachfolger zu den ‚Simpsons‘ ist rundum, unglaublich perfekt.“ Futurama sei eine detailreich animierte Verulkung der Science-Fiction-Unterhaltung, insbesondere von Star Trek und Star Wars. An der ersten Episode hob er besonders die hohe Dichte an Witzen hervor: Sie habe „so viele Schichten aus visuellen Gags und Feinheiten, dass man sie beim ersten Sehen gar nicht alle wahrnehmen kann […]; die Roboter-Witze alleine reichen für eine Enzyklopädie des Humors des Computerzeitalters.“ Patric Lee von Science Fiction Weekly (später übernommen von Syfy) bemerkte ebenfalls bissigen Humor, der in schneller Folge die Konventionen der Science Fiction auf den Arm nehme. Im Vergleich mit den Simpsons schrieb er: „Es scheint ungnädig hervorzuheben, dass Futurama trotz seiner Klugheit einfach nicht so lustig ist wie sein zugegebenermaßen bahnbrechender Vorgänger. Es hilft nicht, dass die Satire aufgebläht ist mit süßlich-rührseligen Stückchen über den freien Willen und Einsamkeit.“ Dennoch fiel das Gesamturteil wohlwollend aus: Die erste Folge sei unterhaltsam genug, um die Serie weiter zu sehen. Im New Statesman zeigte sich Andrew Billen „enthusiastisch“ über Futurama. Frys Erwachen im Jahr 3000 sei zwar eine „seltsam unoriginelle“ Grundlage für eine Serie, wie bei den Simpsons stecke das Gute aber im Detail, beispielsweise im Hintergrundgeschehen. Billen bemängelte, dass zu viele Insiderwitze über den Ursprung der Sendung gemacht würden.
Für TV Squad (aufgegangen in der Huffington Post) begutachtete Joel Keller die Episode 2006 ein zweites Mal. Er kam zu dem Ergebnis, dass sie auch mehrere Jahre nach dem ersten Sehen nichts von ihrem Humor eingebüßt habe. 2009 wählte IGN die Episode auf Platz 14 in seiner Liste der Top 25 Futurama Episodes. In der Begründung heißt es: „Alles, was in der Folge passiert, ist perfekt, um das Setting der Serie aufzubauen, darunter sogar Easter Eggs, die erst zwei bis drei Staffeln später wieder aufgegriffen wurden. Alles in allem hätte es keinen besseren Weg gegeben, eine Serie zu beginnen.“